# Eriococcus caudatus
Eriococcus caudatus är en insektsart som beskrevs av Tang och Hao 1995. Eriococcus caudatus ingår i släktet Eriococcus och familjen filtsköldlöss. Inga underarter finns listade i Catalogue of Life.